# Slavko Milošević
Slavko Milošević est un ancien joueur puis entraîneur yougoslave de football.

## Carrière
Milošević n'a porté les couleurs que d'un seul club, celles du SK Jugoslavija, entre 1928 et 1937, où il joue au poste d'attaquant. Il n'y a jamais remporté de titre, terminant à deux reprises vice-champion de Yougoslavie. 
En 1937, il quitte le SK Jugoslavija pour le BSK Belgrade où il termine une fois encore à la place de dauphin puis la saison suivante, rejoint le FK Obilić Belgrade. Il achève sa carrière de joueur à l'issue du championnat yougoslave 1939.
Il a également été international yougoslave à quatre reprises entre 1930 et 1934, jouant des rencontres contre la France, la Tchécoslovaquie et la Bulgarie, à chaque fois lors de matchs amicaux.
En 1961, il prend en charge l'équipe nationale d'Éthiopie, qui participe pour la première fois aux éliminatoires de la Coupe du monde. Dans la course à la qualification pour le mondial 1962 au Chili, les Éthiopiens sont versés dans le groupe 7 de la zone Europe, où le tirage au sort les oppose à l'équipe d'Israël dans un barrage Afrique/Proche-Orient. Le duel est en deux rencontres, disputées en Israël (au stade Ramat Gan de Tel-Aviv). Les Antilopes Walya perdent les deux rencontres, la première 1-0 et la deuxième 3-2.
Son plus grand titre en tant qu'entraîneur reste la Coupe d'Afrique des nations 1962, remportée avec l'Éthiopie à domicile. Les Éthiopiens remportent d'abord la demi-finale face à la sélection de Tunisie sur le score de quatre buts à deux puis en finale, c'est après prolongation qu'ils battent le double tenant du titre, l'Égypte, sur le même score. Milošević quitte la sélection à la fin de l'année 1962, et c'est l'illustre Ydnekatchew Tessema qui lui succède.

## Palmarès
- Coupe d'Afrique des nations :
  - Vainqueur en 1962 avec l'Éthiopie (entraîneur)

- Championnat de Yougoslavie :
  - Vice-champion en 1930, 1935 (avec le SK Jugoslavija) et 1938 (avec le BSK Belgrade)

## Sélections internationales
| Sélections en équipe de Yougoslavie | Sélections en équipe de Yougoslavie | Sélections en équipe de Yougoslavie | Sélections en équipe de Yougoslavie | Sélections en équipe de Yougoslavie | Sélections en équipe de Yougoslavie | Sélections en équipe de Yougoslavie |
| ----------------------------------- | ----------------------------------- | ----------------------------------- | ----------------------------------- | ----------------------------------- | ----------------------------------- | ----------------------------------- |
| -                                   | Date                                | Lieu                                | Adversaire                          | Résultat                            | Compétition                         |                                     |
| 1                                   | 15 juin 1930                        | Sofia                               | Bulgarie                            | 2-2                                 | Match amical                        |                                     |
| 2                                   | 5 juin 1932                         | Belgrade                            | France                              | 1-2                                 | Match amical                        |                                     |
| 3                                   | 9 octobre 1932                      | Prague                              | Tchéquie                            | 1-2                                 | Match amical                        |                                     |
| 4                                   | 18 mars 1934                        | Sofia                               | Bulgarie                            | 2-1                                 | Match amical                        |                                     |